# Ernst Křenek
Ernst Křenek či později Ernst Krenek (23. srpna 1900 Vídeň – 22. prosince 1991 Palm Springs) byl rakousko-americký hudební skladatel, vědec a pedagog českého původu. Experimentoval s atonalitou a dalšími moderními hudebními styly. Napsal i řadu hudebněvědných prací. Dvě skladby zkomponoval pod pseudonymem Thornton Winsloe.

## Život
Narodil se ve Vídni jako syn českého vojáka rakousko-uherské armády. Studoval ve Vídni a v Berlíně u Franze Schrekera. Působil pak na řadě německých operních scén. Na začátku 1. světové války byl sice odveden do armády, ale bylo mu umožněno zůstat ve Vídni a pokračovat ve studiu hudby. V roce 1922 se seznámil s vdovou po Gustavu Mahlerovi a s její dcerou Annou, které věnoval svou symfonii č. 2 a v březnu roku 1924 se s ní oženil. Manželství však do roka skončilo rozvodem.
V době tohoto krátkého manželství Křenek dokončil svůj 1. houslový koncert op. 29. Rakouská houslistka Alma Moodie pomohla skladateli, ani ne tak s houslovým partem, ale tím, že v době německé poválečné hyperinflace získala prostřednictvím švýcarského mecenáše finanční prostředky. Křenek jí koncert věnoval a Moodie jej poprvé uvedla v 5. ledna 1925 v Dessau. Krátce po premiéře koncertu následoval rozvod s Annou Mahlerovou.
V roce 1926 dokončil svou nejslavnější skladbu, jazzovou operu Jonny spielt auf, se světovou premiérou v roce 1927 v tehdejším Novém německém divadle. V roli Anity z této opery údajně ztvárnil osobnost a charakter Almy Moodie. Opera měla mimořádný úspěch, ale kritici i kolegové Křenkovi vyčítali přílišnou komercionalizaci jeho hudby. Krátce poté také skladatel radikálně styl své hudby změnil.
Jazzem ovlivněná hudba opery, její příběh i sám skladatel, se stal centrem útoků ze strany nastupující nacionálně-socialistické strany. Byl řazen mezi představitele tzv. zvrhlého umění. Byl nazýván židovským skladatelem, ačkoliv židovského původu nebyl. 3. března 1933, den po volbách, ve kterých nacisté získali kontrolu nad Říšským sněmem, byla v Mannheimu stažena jeho scénická hudba ke hře Johanna Wolfganga von Goethe Triumph der Empfindsamkeit a na nátlak ze strany Německa byla i ve Vídni zrušena premiéra opery Karel V.
V roce 1938 Křenek emigroval do Spojených států, kde učil nejprve na Vassar College v Poughkeepsie (cca 100 km od New Yorku). V letech 1942–1947 působil na Hamline University v Saint Paul v Minnesotě. Zde se znovu oženil se svou studentkou, skladatelkou Gladys Nordenstromovou. Americkým občanem se stal v roce 1945.
V padesátých letech vyučoval na Královské hudební konzervatoři (The Royal Conservatory of Music) v Torontu v Kanadě. Mezi jeho studenty byli např. skladatelé Milton Barnes, Lorne Betts, Samuel Dolin, Robert Erickson, Halim El-Dabh, Richard Maxfield, Will Ogdon, a George Perle.
Od roku 1966 žil v Palm Springs v Kalifornii, kde také v roce 1991 zemřel. Na počest skladatele založila jeho manželka ve Vídni hudebněvědný ústav Ernst Krenek Institute. V roce 2004 bylo jeho sídlo přesunuto do Kremže v Dolním Rakousku.

## Hudební styly
V průběhu svého života prošel Křenek bohatým hudebním vývojem. V jeho díle se obrážejí hlavní hudební směry 20. století. Jeho raná díla jsou pozdně romantického charakteru a vykazují vliv jeho učitele Franze Schrekera. Okolo roku 1920 se, pod vlivem díla švýcarského hudebního teoretika Ernsta Kurtha „Lineare Kontrapunkt“ a teoretických principů rozpracovaných v pracích Ferruccia Busoniho, Artura Schnabela, Hermanna Scherchena a dalších, obrátil k atonální hudbě.
Po návštěvě Paříže, kde se seznámil s dílem Igora Stravinského a skladatelů Pařížské šestky (Les Six) se přiklonil k neoklasicismu. Krátce poté již komponoval ve stylu neoromantismu s využitím jazzových prvků. Z tohoto období pochází jeho nejslavnější dílo, jazzová opera Jonny spielt auf (1926) a jednoaktová opera Schwergewicht (1928).
Neoromantický styl opustil Křenek koncem dvacátých let a obrátil se k dvanáctitónové technice propracované Arnoldem Schoenbergem. Tuto skladebnou techniku použil např. v opeře Karl V. (1931–33) a ve většině pozdějších prací. V kantátě Nářek proroka Jeremiáše (Lamentatio Jeremiae prophetae) kombinoval tuto techniku s renesančním kontrapunktem.
V roce 1955 byl pozván do Studia pro elektronickou hudbu WDR (Studio für elektronische Musik WDR, Köln) v Kolíně nad Rýnem. Počátkem šedesátých let pak obohatil svou seriální hudbu o prvky aleatoriky, např. v dílech Horizon Circled (1967), From Three Make Seven (1960–61) a Fibonacci-Mobile (1964)
V pozdějších letech se stal jeho kompoziční styl mnohem uvolněnější i když nadále používal jak dvanáctitónovou, tak seriální techniku.

## Vyznamenání

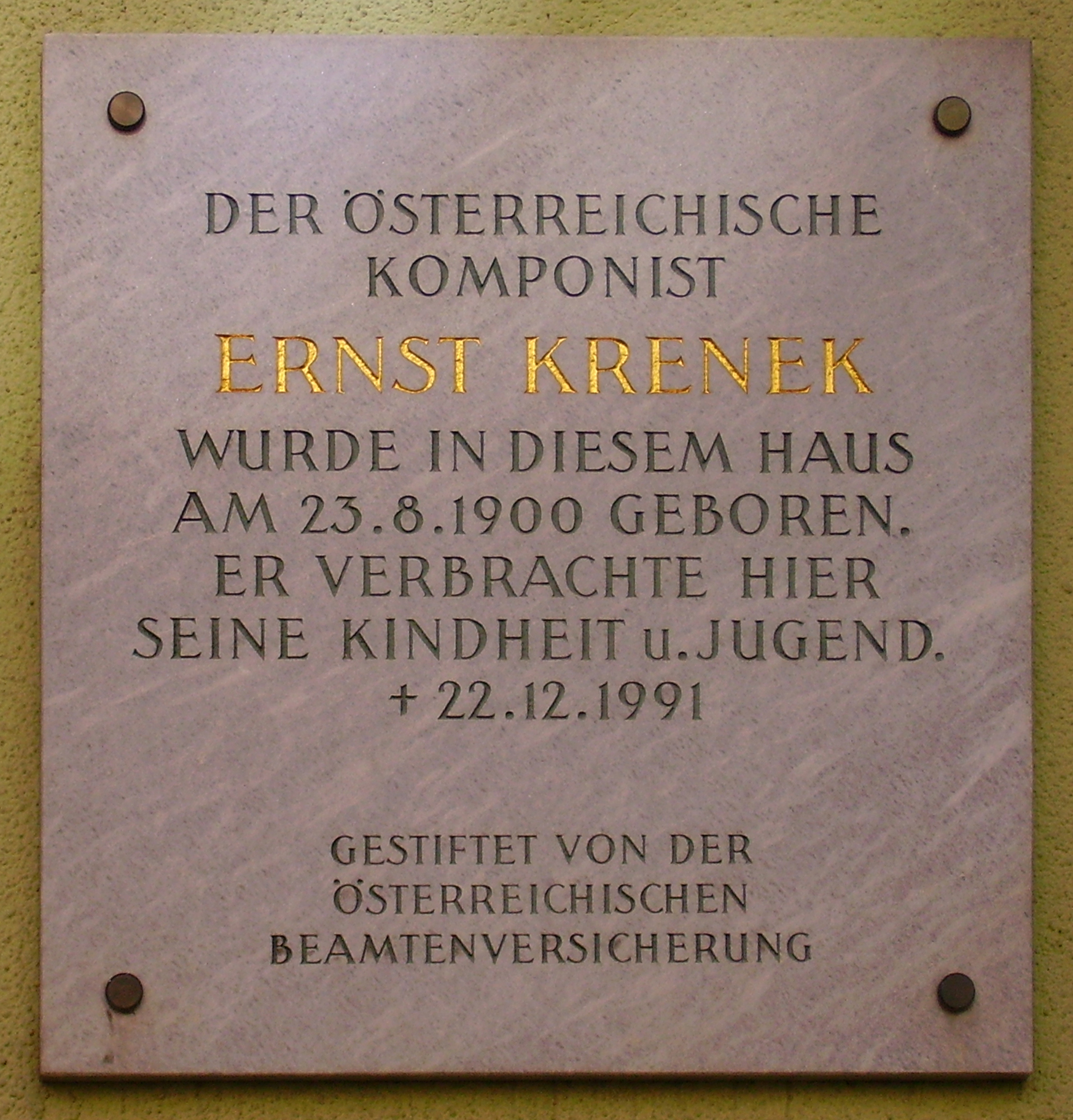
Pamětní deska ve Vídni

Skladateli se za jeho života dostalo mnoho poct. K těm nejvýznamnějším patří:
- 1951: Cena Spolkové republiky Německo (Verdienstorden der Bundesrepublik Deutschland)
- 1955: Cena města Vídně za hudbu (Preis der Stadt Wien für Musik)
- 1960: Velká stříbrná madeile za služby Rakouské republice (Großes Silbernes Ehrenzeichen für Verdienste um die Republik Österreich)
- 1960: Zlatá medaile města Vídně (Goldenes Ehrenzeichen der Stadt Wien)
- 1963: Rakouská státní cena za hudbu (Großer Österreichischer Staatspreis für Musik)
- 1965: Velký kříž za zásluhy o Spolkovou republiku Německo (Großes Verdienstkreuz der Bundesrepublik Deutschland)
- 1966: Bachova cena svobodného města Hamburg (Bach-Preis der Freien und Hansestadt Hamburg)
- 1970: Čestný prsten města Vídně (Ehrenring der Stadt Wien)
- 1975: Rakouská cena za vědu a umění (Österreichisches Ehrenzeichen für Wissenschaft und Kunst)
- 1978: Goethova plaketa země Hesensko (Goethe-Plakette des Landes Hessen)
- 1981: Čestné občanství Vídně
- 1984: Čestné občanství New Orleans
- 1990: Velká cena Salcburska (Ehrenzeichen des Landes Salzburg)

## Dílo (výběr)
Dílo Ernsta Křeneka je neobyčejně rozsáhlé. Zahrnuje 242 číslovaných prací a dalších 130 děl bez opusových čísel. Úplný seznam je uveden na stránkách Ústavu Ernsta Krenka.

### Opery
- Zwingburg. Szenische Kantate op. 14 (1922)
- Der Sprung über den Schatten op. 17 (1923)
- Orpheus und Eurydike op. 21 (1923)
- Bluff op. 36 ( opereta, 1924/1925)
- Jonny spielt auf op. 45 (1925–1926)
- Der Diktator op. 49 (1926)
- Das geheime Königreich op. 50 (1926–1927)
- Schwergewicht, oder Die Ehre der Nation op. 55 (1926–1927)
- Das Leben des Orest op. 60 (1928–1929)
- Kehraus um St. Stephan op. 66 (1930)
- Karl V. op. 73 (1930–1933)
- Cefalo e Procri op. 77 (1933–1934)
- Tarquin op. 90 (1940)
- What Price Confidence? op. 111 (1945–1946)
- Dark Waters op. 125 (1950)
- Pallas Athene weint op. 144 (1952–1955)
- The Bell Tower op. 153 (1955–1956)
- Ausgerechnet und verspielt op. 179 (1961)
- Der goldene Bock op. 186 (1963)
- Der Zauberspiegel op. 192 (televizní opera 1966)
- Das kommt davon oder Wenn Sardakai auf Reisen geht op. 206 (1967–1969)
- Flaschenpost vom Paradies (dílo pro televizi s elektronickou hudbou, 1973)

### Balety
- Mammon op. 37 (1925)
- Der vertauschte Cupido op. 38 (1925)
- Eight Column Line op. 85 (1939)

### Orchestrální skladby
- Sinfonie Nr. 1 op. 7 (1921)
- Sinfonie Nr. 2 op. 12 (1922)
- Sinfonie Nr. 3 op. 16 (1922)
- Konzert für Violine und Orchester op. 29 (1924)
- Symphonie pour instruments à vent et batterie op. 34 (1924–1925)
- Little Symphony op. 58 (1928)
- Sinfonie Nr. 4 op. 113 (1947)
- Sinfonie Nr. 5 op. 119 (1949)
- Sinfonie „Pallas Athene“ op. 137 (1954)
- Static and ecstatic op. 214 (1971–1972)

### Sbory
- Lamento della Ninfa (podle Monteverdiho)
- Drei gemischte A-Cappella-Chöre op. 22
- Die Jahreszeiten op. 35 (1925)
- Kantate von der Vergänglichkeit des Irdischen op. 72 (1932)
- Two Choruses on Jacobean Poems op. 87
- Lamentatio Jeremiae Prophetae op. 93 (1942)
- Five Prayers op. 97
- Guten Morgen, Amerika op. 158 (1956)
- Sechs Motetten nach Worten von Franz Kafka op. 169
- O Holy Ghost op. 186a (1964)